# Martina Útlá
Martina Útlá (ur. 17 lipca 1985) – czeska siatkarka, gra jako przyjmująca lub atakująca. Reprezentantka kraju.
Obecnie występuje w drużynie VK Královo Pole Brno.